# Monumento nazionale (Amsterdam)

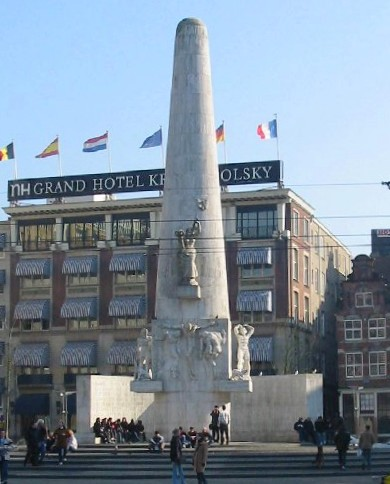
Il monumento nazionale

Il Monumento nazionale (in olandese Nationaal Monument o Nationaal Monument op de Dam) è un monumento di Amsterdam costruito nel 1956 e situato nella piazza Dam.
È stato progettato dall'architetto olandese J.J.P. Oud, con sculture di John Rädecker e i suoi figli Han e Jan Willem Rädecker. I rilievi sono stati realizzati da Paul Grégoire.
Di fronte al monumento ogni 4 maggio si tiene la cerimonia del Ricordo dei morti per commemorare le vittime della seconda guerra mondiale e dei successivi conflitti armati.